# Max Näther
Max Näther  (* 24. August 1899 in Tepliwoda; † 8. Januar 1919 Fliegertod über Colmar) war ein Offizier der Fliegertruppe und erzielte 25 bestätigte Abschüsse im Ersten Weltkrieg.

## Leben
Näther besuchte die Volksschule und trat Ostern 1909 in die Landwirtschaftsschule Brieg ein, die er bis September 1914 mit Erfolg besuchte. 
Bei Ausbruch des Ersten Weltkriegs meldete er sich bei verschiedenen Regimentern als Freiwilliger, wurde jedoch aufgrund seines jungen Alters abgewiesen. Seinen letzten Versuch unternahm er am 21. November 1914 in Posen bei der Festungs-Fernsprech-Abteilung und wurde dort angenommen. Am 10. Februar wurde er in Polen beim Fernsprechzug „Stiller“ im Detachement „Westernhagen“ eingesetzt. Nach der Beförderung zum Gefreiten meldete er sich zur Infanterie. Beim Landwehr-Infanterie-Regiment Ntr. 8 wurde er vor allem mit Patrouillengängen beauftragt. Als Unteroffizier nahm er am Sturmangriff auf Nowo Georgiewsk teil. Nach dem Kampf um Wilna wurde er Vizefeldwebel und erhielt er das Eiserne Kreuz II. Klasse. Das Eiserne Kreuz I. Klasse erhielt er für einen Sturm auf die vorgezogene Stellung bei Smorgon am 1. Februar 1916. Beim Rückzug nach diesem Gefecht wurde er durch einen Lungenschuss schwer verletzt. Am 11. August 1916 erhielt er die Beförderung zum Leutnant, wobei er zu dieser Zeit erst 16 Jahre alt war. Als Jagdkommandoführer nahm er an den Kämpfen am Bodza-Pass, am Buzeul und Rimmicul-Sarat teil. 
Danach meldete er sich zu den Fliegern und kam zum Flugpark Bukarest. Weitere Ausbildung zum Flugzeugführer in Braunschweig. Im März 1918 kam er als Kampfflieger nach Frankreich zu einer Jagdstaffel. Nach mehreren Abschüssen wurde er zum Staffelführer der Jasta 62 ernannt und erhielt das Ritterkreuz des Königlichen Hausordens von Hohenzollern mit Schwertern. Er kämpfte an den verschiedenen Offensivfronten, zuletzt in der Gegend von Reims-St Quentin. Nach 25 anerkannten Abschüssen (am 29. Oktober 1918) wurde er zum Orden Pour le Mérite eingereicht, der ihm auf Grund des Waffenstillstandes nicht mehr verliehen werden konnte.

## Tod
Auf einem Flug gegen Aufständische am 8. Januar 1919 wurde er durch Artillerie über Colmar in Posen abgeschossen und war sofort tot. Am 20. Januar 1919 wurde Max Näther in Heinrichau beigesetzt.